# Stadsmiljörådet
Stadsmiljörådet, var mellan 1988 och 2003 ett debattforum om stadens utformning och dess betydelse för de människor som bor där. Den tillsattes av den svenska regeringen, på initiativ av bostadsminister Hans Gustafsson.  Stadsmiljörådet kom under femton år att spela en betydelsefull roll i arbetet för de svenska städerna som kulturmiljöer och för hållbar social, miljömässig och  ekonomisk utveckling. I många fall var stadsmiljörådet initiativtagare till att viktiga frågor för stadsmiljön och stadslivet togs upp i Sverige. Stadsarkitekter och kommunpolitiker i landet deltog i Stadsmiljörådets alla konferenser och inspirerades till initiativ i de egna städerna, bland annat inrättades lokala stadsmiljöråd i flera städer. Stadsmiljörådets utmärkelser kom att bli förebilder för en god stadsmiljöutveckling i hela landet, Stadsmiljörådet var kopplat till Boverket, som stod för dess finansiering.
Stadsmiljörådets uttryckte i sitt motto:
- Staden är vårt äldsta konstverk, ett konstverk som hela tiden förnyas
- Staden är vårt gemensamma vardagsrum.
- Vi har fått staden av våra förfäder och ska överlämna den till våra barn och barnbarn.

## Regeringens uppdrag
I enlighet med regeringens instruktion skulle Stadsmiljörådet biträda Boverket i frågor om bebyggelseutvecklingen. Därutöver skulle Stadsmiljörådet verka för att bebyggelsemiljön skulle utvecklas så att den främjade en god livskvalitet. Rådet skulle följa den svenska och internationella bebyggelseutvecklingen samt stimulera till debatt om bebyggelsemiljön. Det fick också bedriva egna projekt. Ordförande var Boverkets generaldirektör,Sekreteraren var anställd vid Boverket. Som mest fick Stadsmiljörådet ha nitton ledamöter.  En ledamot valdes på grund av sitt uttalade intresse för stadsmiljöns förbättring.

## Konferenser och böcker
Stadsmiljörådet satte igång debatter, skrev artiklar och böcker. Varje år ordnades en konferens om en aktuell stadsbyggnadsfråga. Då delades också rådets utmärkelse ut till en särskild förtjänstfull insats för stadens utveckling. Konferensen dokumenterades i en bok.

### Seminarieserien Framtidsstaden
1992-1995 med sammanlagt 4 tvådagars seminarier, genomförde Stadsmiljörådet i samarbete Boverket, KTH och Nordplan seminarieserien Framtidsstaden.  Serien tog upp frågor om miljömässig, social och ekonomisk hållbarhet, vid den tiden relativt nya begrepp i Sverige. Den första hette Framtidsstaden: diskussion om planering för bärkraftig stadsutveckling Följande seminarier hette Identitet, Visioner av kunskapsstaden och Stadslandskapet - sönderfall eller läkning.

### Stadsmiljörådets årskonferenser
- 1998: Stadsarkitektur, stadskultur, stadsliv.[3]
- 1999: Stadsdelens vardagsrum, ytterstadens offentliga platser och liv.[4]
- 2000: Industrilandskapets förnyelse.[5]
- 2001: Barn i stan? Om barns tillgång till stadsbygden 2001.[6]

Den internationella forskarkonferensen City and Culture: Cultural Processes and Urban Sustainability 1998 samlade över 200 forskare från Europa, USA och Brasilien. Det året var Stockholm Europas kulturhuvudstad. Temat – att se sambandet mellan stad, kultur och hållbarhet – handlade om hur kulturen formar staden, samtidigt som staden är en förutsättning för kulturen. På samma sätt bidrar stadens hållbara utveckling till kulturen, såsom konst, musik arkitektur och stadsbyggnad.

## Kampanjer

### Stadens dag
1996 tog Stadsmiljörådet och Sveriges stadsarkitektförening initiativ till Stadens Dag. Syftet var att inbjuda en bred allmänhet att lära känna sin egen stad och diskutera dess framtid. Den första Stadens dag gick av stapeln den 25 augusti i 45 kommuner, där det var stadsarkitekten eller någon annan tjänsteman som höll i trådarna. Till exempel. deltog cirka 300 personer i Alingsås där de lyssnade på föredrag om innerstadens historia, gick stadsvandringar och fikade med byggnadsnämnden. 
Sedan dess har Stadens dag fortsatt att arrangeras på många håll runt om i landet. 

### tyckomhus.nu
Omröstningen om Sveriges mest omtyckta byggnader - tyckomhus.nu - genomfördes i hela landet under Arkitekturåret 2001. I 148 kommuner inbjöds allmänheten att rösta på sina favorithus. Det skedde i två klasser: ”Nutida bästa byggnad” byggda under de senaste 50 åren och ”Alla tiders bästa byggnad” som omfattade alla byggnader i landet, oavsett ålder. Kommunernas vinnande byggnader gick vidare till ett arkitekturting på länsnivå där ombud från de deltagande kommunerna röstade fram länets bästa byggnader i de två klasserna. Som final samlades slutligen kommunernas ombud till en arkitekturriksdag i Aula Magna vid Stockholms universitet. Till alla tiders mest omtyckta byggnad i Sverige röstades Kiruna kyrka och till den nutida bästa byggnaden röstades vetenskapscentret Universeum i Göteborg.
Tävlingsformen väckte verkligen allmänhetens intresse. tyckomhus.nu måste med sina över tusen pressklipp, TV- och radioinslag, vara ett av de mest uppmärksammade kulturprojekten under senare tid.
Arrangörer av tyckomhus.nu var Stadsmiljörådet, Riksutställningar, Länsarkitekterna och stadsarkitekterna i samarbete med kommunerna.   

## Agenda för staden
Stadsmiljörådets agenda för staden, som efter omfattande diskussioner inom rådet, togs upp vid höstkonferensen 2002 och publicerades i mars 2003. Agendan sammanfattade rådets erfarenheter i ett manifest med frågan ”Hur kan svenska städer bli ännu attraktivare miljöer att bo och verka i, samtidigt som de lever upp till höga krav på resurshushållning?” Agendan hade sex grundläggande principer för stadens framtid, som utvecklades i ett antal satser.
1. Staden är arena för demokratin
2. Stadens struktur är avgörande för en hållbar samhällsutveckling
3. Mångfald, komplexitet och vitalitet är stadens kännetecken
4. Gatan, torget och parken är stadens vardagsrum
5. Allemansrätten gäller också i staden
6. Successiv förändring ger staden kontinuitet och variation.

Agendan lades till grund för lokala agendor i många av landets kommuner, vilket den långa träfflistan på internet visar. Den låg till grund för vad i Göteborg kallas ”Blandstaden” och i Stockholm ”Promenadstaden”  Den presenterades också i riksdagens kulturutskott och bostadsutskott  och blev därigenom ett viktigt bidrag till senare års intresse för stadsmiljö. Agendan togs också upp i förarbetena till regeringens råd för arkitektur, form och design 2002.

## Stadsmiljörådets utmärkelser
För en verklig välförtjänt insats i stadsmiljön delade Rådet varje år ut en utmärkelse, utformad av konstnären Sivert Lindblom. Mottot var Skönhet och omtanke i offentlig miljö. Varje utmärkelse presenterades i ett fyrsidigt blad och refererades i nyhetsbladet urban. Därutöver finns åtskilliga träffar på internet.
- 1992: Jan Lagerås, stadsarkitekt i Sölvesborgs kommun för en säker färgkänsla, sinne för detaljer, lyhördhet för lokal byggnadstradition i stadsförnyelsen
- 1993: Rött hus på rätt plats till Nordiska Trähus AB, som visat att det går att med medvetet vald placering och utformning går att producera ett hus som kan bli till en stor tillgång för sin plats.
- 1993:  Birgitta Holmdahl och Lolo Jacobsson för arbetet med Lindholmens förnyelse genom självbyggeri.
- 1994: Norrköping för den kulturella inriktningen och den stadsbildsmässigt väl hanterade återanvändningen av industrilandskapet runt Motala ström.
- 1995: Kulturhuset Blå Stället i Angered för den livaktiga och breda kulturverksamheten i ett av Göteborgs förortsområden.
- 1996: Växjö kommun för trafiksaneringen av innerstan, där bebyggelse och markytor samverkar till funktionella och vackra stadsrum.
- 1997: Sundsvall för ett framåtsyftande samspel mellan kommun, näringsliv och högskola för att utveckla Sundsvalls identitet som kultur- och kunskapsstad.
- 1998: Malmö– en stad för alla årstider, för det framgångsrika arbetet att förbättra stadens offentliga miljö och erbjuda invånarna ett rikt stadsliv året runt.
- 1999: Djursholms torg för den vackra och trivsamma utformningen, mångfalden av butiker och service som förenar god tillgänglighet med höga krav på säkerhet.
- 1999: Göteborgslokaler, för den framgångsrika verksamheten ”Stadsdelen i centrum” som satt invånarnas villkor och upplevelser i fokus och utvecklat stadsdelstorgen till gemensamma vardagsrum.
- 2000: Trollhättan, för att på ett föredömligt sätt ha vänt en industriell kris till vitalitet och framtidstro genom förnyelse av Nohab-området och förenat vården av det industriella landskapet med satsningar på näringsliv och kulturindustri samt insatser för att stärka barns och ungdomars teknikintresse.
- 2001: Tom Tits Experiment i Södertälje, för en verksamhet som lockar barn och vuxna till upplevelser och egna naturvetenskapliga upptäckter.
- 2003: Enköpings parker, som med måttliga insatser förvandlat oanvänd eller överbliven mark till vackra stadsrum och parker.
- 2004: Järla sjö i Nacka, för förvaltningen av ett industriarv och omvandlingen av detta till en stadsdel för boende, arbete, handel och rekreation.

## Nyhetsbladeturban
Rådet hade ett nyhetsblad, urban, som kom ut mellan åren 1995 och 2003 med sammanlagt 45 nummer. Urban spreds till en bred läsekrets av förtroendevalda och tjänstemän samt till andra verksamma inom byggande och stadsplanering. Urban tog emot debattartiklar och rapporterade kortfattat om rådets verksamhet och om annat av intresse för läsekretsen.

## Stadsmiljörådets inre arbete
Stadsmiljörådet sammanträdde ca sex gånger per år. Då diskuterades Boverkets aktuella projekt, liksom rådets egna, t.ex. kommande konferenser, böcker och kampanjer. I dessa deltog ledamöterna aktivt, som t.ex. föredragshållare och som artikelförfattare. De var också flitiga skribenter i nyhetsbladet urban. När temat för årets utmärkelse bestämts, tog en grupp ledamöter, tillsammans med sekreteraren, på sig att föreslå lämpliga kandidater. I rådets "Agenda för staden" var alla ledamöter aktiva med förslag och ändringar. Till de årliga studieresorna som rådet gjorde till europeiska städer hade ofta ledamöterna förberett sig med egna efterforskningar.
Boverkets generaldirektör var ordförande i Stadsmiljörådet. Under de första åren var det Gösta Blücher och senare Ines Uusmann. Mellan åren 1988 och 1994 hade rådet sitt kansli i Stockholm som leddes av Birger Åström som också var Stadsmiljörådets sekreterare. 1994 flyttades kansliet till Boverkets lokaler i Karlskrona och Louise Nyström blev sekreterare. 2003 drogs regeringens instruktion till Stadsmiljörådet in, som då underställdes Boverket. Ledamöterna, som utsågs av regeringen kunde sitta i rådet i tre + tre år.